# Äskekärr, Ale kommun
Ej att förväxla med Äskekärr i Mariestads kommun
Äskekärr är en by nära Göta älv i Ale kommun. Byn är känd för Äskekärrsskeppet, en vikingatida knarr, som grävdes ur ur strandleran vid Göta älv 1933.

## Äskekärrsskeppen
Huvudartikel: Äskekärrsskeppet
Spår av ett vikingaskepp i form av träskräp hittades omkring 1900 på strandängarna vid Göta älv vid dikesgrävning på godsägaren Otto Karlén gård Månsgården i byn Äskekärr. Eftersom det inte var ovanligt att hitta rester av trä på flodstranden, ägnade Otto Karlén ingen uppmärksamhet åt dem. Eklämningarna som hittades var solida och en del användes som liehållare. I september 1933 röjde den senare gårdsägaren John Antonsson samma dike och stötte också på resterna av fartyget.
År 1949 hittades ännu ett skepp i Göta älvs strandäng, vilket rapporterades till Sjöfartsmuseet i Göteborg av folkskolläraren Petrén
och kallas därför i folkmun för Petréns båt. I formninnesförteckningen fick det nr 177 och en ungefärlig lägesangivning sade att den skulle vara belägen ca 500 meter norr om Äskekärrskeppet. Ingen undersökning gjordes, och skeppet föll snart i glömska.
År 1955 rensade man åter diken i Äskekärr. Grävmaskinisten råkade då riva av delar av en gammal båt, och troligen var det fornminne nr 177. Många år senare gjordes misslyckade försök att återfinna platsen. 
I juni år 1993 syntes på flygfotografier en hästskoformad vall omkring 200 meter söder om platsen för fyndet av Äskekärrskeppet. Ett litet provschakt blottlade en bordläggningsplanka med fyrkantiga nitbrickor. Således hade lämningar av tre skepp hittats i samma strandäng, skepp som Nationalmuseets Marinarkæologiske Forskningscenter i Roskilde uppskattat att ha byggts 1050–1150 efter Kristus.

## Varvsort
Uppströms och in i Grönån mot Skepplanda ligger Grönåskeppet från 300-talet efter Kristus nedbäddat i leran.
Fynden vid Äskekärr har lett till spekulationer om att det var ett varvsområde där eller nära uppströms.